# 蔡万源
蔡万源（1955年—），福建泉州人，汉族，中华人民共和国政治人物、第十二届全国人民代表大会宁夏地区代表。
毕业于中央党校研究生院专业。加入中国共产党。2013年，担任全国人大代表。